# Nitrosomonas
Nitrosomonas é uma proteobactéria nitrificante. Importante, portanto, para o ciclo do nitrogênio, no qual transforma o amoníaco em nitrito.
Nitrosomonas é um gênero composto por haste bactérias quimioautotróficas forma. 
Esta bactéria oxida amónia em nitrito como um processo metabólico. Nitrosomonas são úteis no tratamento de resíduos industriais e águas residuais e no processo de biorremediação. Eles são importantes para o ciclo de azoto pelo aumento da disponibilidade de azoto para plantas, limitando a fixação de dióxido de carbono. [1] O género encontra-se no solo, água de esgoto, de água doce e, em superfícies de edifícios, especialmente em áreas poluídas que contém níveis elevados de azoto compostos.
Nitrosomonas prefere um pH óptimo de 6,0-9,0 e com um intervalo de temperatura de 20 a 30 ° C. A maioria das espécies são móveis com um flagelo localizados nas regiões polares.
As bactérias tem membranas de geração de energia, que formam tubos longos e finos dentro da célula. Estes electrões utilização da oxidação de amoníaco para produzir energia. [1] obtém o carbono que requer a partir da atmosfera através da fixação de carbono, que se converte em uma forma de carbono gasoso no carbono ligado em compostos orgânicos.
Ao contrário das plantas, que fixam carbono em açúcar através da energia obtida através do processo de fotossíntese, Nitrosomonas usam a energia obtida através da oxidação de amônia para fixar o dióxido de carbono gasoso em moléculas orgânicas. Nitrosomonas deve consumir grandes quantidades de amónia antes da divisão celular poder ocorrer, e o processo de divisão celular pode levar até vários dias. Este micróbio é fotofóbico, e cobrir-se no lodo ou forma grumos com outros micróbios para evitar a luz. [1]
A espécie Nitrosomonas europaea foi identificado como sendo também capaz de degradar uma variedade de compostos halogenados incluindo tricloroetileno, benzeno, cloreto de vinilo e [2]. Nitrosomonas Algumas espécies possuem a enzima, urease, que catalisa a conversão da molécula de ureia para amoníaco dois moléculas e uma molécula de dióxido de carbono. Nitrosomonas europaea, bem como as populações de vivem no solo amoníaco bactérias oxidantes (MAA), têm sido mostrados para assimilar o dióxido de carbono libertado pela reacção da biomassa para fazer através do Ciclo de Calvin, e colheita de energia por oxidação de amoníaco (o outro produto de urease) para nitrito. Esta característica pode explicar o aumento do crescimento de MAA, na presença de ureia em ambientes ácidos [3].
Algumas fontes Nitrobacteraceae consideram ser a família dos Nicosomonas género.